# Microporella antarctica
Microporella antarctica är en mossdjursart som beskrevs av Hu och Wang 1984. Microporella antarctica ingår i släktet Microporella och familjen Microporellidae. Inga underarter finns listade i Catalogue of Life.